# Швейк в русском плену
«Швейк в русском плену» — чехословацкий немой чёрно-белый комедийный фильм 1927 года режиссёра Сватоплука Иннеманна. Экранизация романа «Приключения бравого солдата Швейка в русском плену» (1923) Карела Ванека — продолжения «Похождения бравого солдата Швейка» Ярослава Гашека.
Это третий фильм серии из четырёх фильмов с участием актёра Карела Нолла в роли солдата Швейка: «Бравый солдат Швейк» (1926), «Швейк на фронте» (1926) — оба режиссёра Карела Ламача, «Швейк в русском плену» (1927) и «Швейк на гражданке» (1927) режиссёра Густава Махаты.

Иннеманн попытался развить успех Ламача в фильме «Швейк в русском плену» (1926), но не по роману Гашека, а по роману его преемника Карела Ванека. Как и литературное произведение, фильм остался далеко позади оригинала, как в этическом, так и в эстетическом плане. Для него были характерны поверхностность и непристойности.
Оригинальный текст (чешск.)Na Lamačovo úspěšné zfilmování Haškova Švejka se Innemann pokusil navázat filmem Švejk v ruském zajetí ( 1926 ) , ovšem ne již podle Haška , ale podle jeho pokračovatele Karla Vaňka. Stejně jako literární předloha i film zůstal po etické i estetické stránce daleko za originálem . Vyznačoval se obhroublostmi a obscénnostmi— Náš film: kapitoly z dějin, 1896—1945 / Luboš Bartošek. — Mladá fronta, 1985. — 420 s. — s 99

## Сюжет
Солдат Швейк и его друзья — рядовой Марек и учитель Библичка во время Первой мировой войны попадают в плен к русским.
Из лагеря военнопленных их отправляют на сельскохозработы. Швейка и Марка выбирает русский крестьянин Иванович. Как-то разговорчивый Швейк рассказывает, как он спас жизнь царю. Речи Швейка подслушивают жандармы и уводят его как шпиона. Военный начальник не верит байкам Швейка и в наказание отправляет его в Сибирь, куда ранее уже был отправлен Марек.
В лагере в Сибири царит скука. Единственное разнообразие — это посещение лагеря дамами из австрийского Красного Креста. Весной пленных отправляют на работу в тылу. Приходит новость, что император Франц Иосиф умер, война окончена и пленных освобождают. Но уехать сложно — Швейк оказывается в русском революционном кипении и активно вмешивается в различные события…
Дома его ждет верная экономка госпожа Мюллер, которая каждый день ходит на вокзал ожидая его, и однажды Швейк возвращается.

## В ролях
- Карел Нолл — Йозеф Швейк
- Ференц Футуриста — Бойков
- Ян Вацлав Спеэргер — начальник лагеря военнопленных
- Здена Кавкова — дама из Красного Креста
- Эдуард Шимачек — русский крестьянин Иванович
- Иржи Хрон — Марек
- Сватоплук Иннеманн — Библичка

А также: Людвик Веверка, Теодор Пиштек, Антоние Недошинска, Милка Балек-Бродска, Марие Копецка, Франтишек Черны, Ярослав Марван и другие